# Franz Benedikt Wolf
Franz Benedikt Wolf (* 30. September 1825 in Kölleda (Landkreis Eckartsberga); † 12. Februar 1904 in Bonn) war königlich preußischer Generalmajor und zuletzt Kommandeur der 2. Fuß-Artilleriebrigade.

## Herkunft
Seine Eltern waren der Kreissekretär in Kölleda und Besitzer von Gorsleben (Kreis Eckartsberga) Karl Wolf († 10. März 1857) und dessen Ehefrau Rosette Schubert.

## Leben
Er besuchte die Klosterschule in Dorndorf und dann in Roßleben. Nach seinem Abschluss ging er am 9. Oktober 1843 als Kanonier in die 8. Artilleriebrigade. Vom 1. Oktober 1844 bis zum 30. Juli 1847 war er an die Vereinigte Artillerie- und Ingenieurschule abkommandiert. In dieser Zeit wurde er am 16. April 1845 zum Portepeefähnrich befördert und am 5. Oktober 1846 als Seconde-Lieutenant aggregiert. Nach seinem Abschluss wurde er am 13. September 1847 als Artillerieoffizier mit Patent zum 17. August 1845 einrangiert. Er kam am 21. Februar 1851 in die kombinierte Festungs-Artillerieabteilung und wurde dazu a la suite des Regiments gestellt. Anschließend kehrte er am 2. August 1855 in das Regiment zurück und wurde am 1. Oktober 1856 zum Premier-Lieutenant befördert. Am 31. Mai 1859 stieg er zum Hauptmann auf und wurde am 21. Januar 1861 zum Batteriechef ernannt. Während des Deutsch-Dänischen Krieges von 1864 war er vom 2. bis zum 5. April 1864 Kommandeur des Gammelmarkbatterie bei den Düppeler Schanzen. Während des Deutschen Krieges von 1866 wurde er Führer der vierpfünder Batterie seines Regiments. Damit kämpfte er bei Hühnerwasser, Münchengrätz und Königgrätz. Dafür erhielt er am 20. September 1866 den Kronen-Orden 3. Klasse mit Schwertern.
Nach dem Krieg erhielt er am 26. Januar 1869 zunächst den Charakter als Major und am 14. Mai 1869 auch das Patent als Major. Gleichzeitig wurde er in das Artillerieregiment Nr. 2 versetzt und zum Artillerie-Offizier vom Platz in Stettin ernannt. Während des Deutsch-Französischen Krieges wurde er am 3. November 1879 Artillerie-Offizier vom Platz in der Festung Metz. Aber vom 7. Januar 1871 bis zum 27. Januar 1871 war er dann Kommandeur der Belagerungsartillerie von Longwy, wo er sich Eiserne Kreuz 2. Klasse erwarb. Am 16. Mai 1871 kam er wieder als Artillerie-Offizier vom Platz nach Metz zurück.
Am 13. Juli 1872 kam er als Kommandeur in das Fuß-Artilleriebataillon Nr. 14 versetzt. Aber bereits am 12. März 1874 nach Spandau abkommandiert, um dort den Dienstbetrieb für die technischen Institute der Artillerie zu erlernen. Am 23. Juni 1874 wurde er dann Direktor der Artilleriewerkstatt Deutz und dazu a la suite des Fuß-Artillerieregiments Nr. 15 gestellt. Am 19. September 1874 stieg er zum Oberstleutnant auf. Im Jahr 1876 machte er eine Reise in die USA, um die dortige Weltausstellung in Philadelphia sowie verschiedene Institute zu besuchen.
Er erhielt am 18. Mai 1876 den Rang eines Regimentskommandeurs und am 22. März 1877 die Beförderung zum Oberst. Außerdem bekam er am 26. Januar 1879 den Roten Adlerorden 3. Klasse mit Schleife verliehen. Am 25. Juni 1881 kam er als Kommandeur in die 2. Fuß-Artilleriebrigade und wurde dazu a la suite des Regiments gestellt. Er erhielt am 13. September 1882 seinen Abschied den Charakter als Generalmajor, am 7. Oktober 1882 wurde er dann mit Pension zur Disposition gestellt. Er starb unverheiratet am 12. Februar 1904 in Bonn.